# Lawrence Gellert
Lawrence Gellert (* 14. September 1898 in Budapest, Ungarn; † 1979) war ein Folklore- und Musikforscher, der in den 1930er Jahren die Protesttraditionen der Afroamerikaner im Süden der Vereinigten Staaten in Tonaufnahmen dokumentiert hat.
Er wurde als László Grünbaum in Ungarn geboren, kam nach Amerika, als er sieben Jahre alt war, und wuchs in New York City auf. Aus Gesundheitsgründen zog er um 1924 nach Tryon, North Carolina. Von 1933 bis 1937 reiste er durch North Carolina, South Carolina und Georgia und sammelte dabei Folksongs der schwarzen Amerikaner. 1936 veröffentlichte er Negro Songs of Protest, seine erste Anthologie mit aufgezeichneten Liedern.
Zusammen mit seinem Bruder Hugo hat er von 1930 bis 1947 eine Reihe von Artikeln für das Magazin Masses (später New Masses), vor allem über afro-amerikanische traditionelle Musik, geschrieben.
Ein Teil seiner Tonaufnahmen wurde zuerst in den Jahren 1973, 1982 (auf Rounder Records) und 1984 (auf Heritage Records) als Langspielplatte herausgegeben und 1998 auf CD bei Document Records wiederveröffentlicht.